# Karim Berdi kán
Karim Berdi (meghalt: 1414) az Arany Horda kánja.
Karim Berdi Toktamis kán második fia volt. Bátyja, Dzsalál ad-Dín 1410-ben ragadta el a káni méltóságot és uralma alatt sokat küzdött a Horda hatalmasságaival, elsősorban Edögej emírrel és fiával Núr ad-Dínnal, akik azelőtt több mint egy évtizedig birtokolták a tényleges hatalmat. 1412-ben az egyik csatában Karim Berdi nyilat lőtt a bátyjába és halálosan megsebesítette. Ezek után, mint jogos örökös, ő ült a trónra.
Edögej továbbra is veszélyeztette a hatalmát, ezenkívül míg Dzsalál ad-Dín barátságos volt Litvániával, Karim Berdi ellenségesen viszonyult a Vitold litván nagyfejedelemhez. Ennek fő oka az volt, hogy Vitold nem ismerte el az uralmát és egy ellenuralkodót is megkoronáztatott Litvániában, akit azonban Karim Berdi elfogatott és lefejeztetett.
1413-ban Karim Berdi követséget küldött Budára és gazdag ajándékokat adtak át Zsigmond királynak egy esetleges szövetség reményében.
1414-ben egyik öccse, Dzsabbárberdi meggyilkolta Karim Berdit. Utóda a trónon Toktamis harmadik fia, Kebek lett.